# Ернст Гінцманн
Ернст Гінцманн (Ernst Hintzmann; 23 червня 1880, Мальхін — 17 січня 1951, Бремен) — німецький офіцер і політик, контрадмірал крігсмаріне.

## Біографія
Син політика і директора старшого реального училища Ернста Гінцманна. 7 квітня 1897 року вступив в кайзерліхмаріне. Учасник Першої світової війни, в основному служив навігаційним офіцером на лінкорах. 7 листопада 1919 року звільнений у відставку.
В 1919 році переїхав в Бремен і вступив в Німецьку народну партію. В 1920-38 роках представляв партію в парламенті Бремена. В 1925 році був земельним головою ННП. Основою політичної діяльності Гінцманна була участь в молодіжній організації ННП. В 1925-27 роках — уповноважений представник фірми Kaffee Hag. В 1927-29 роках — директор газети Weser-Zeitung. З травня 1928 року — депутат рейхстагу від Везера-Емса. У вересня 1930 року переобраний і залишався на посаді до вересня 1932 року. В цей час покинув ННП і перейшов у Німецьку національну народну партію, присвятив себе створенню Німецької молодіжної асоціації. В листопаді 1932 року знову обраний депутатом рейхстагу від Везера-Емса. В березні 1933 року переобраний і залишався на посаді до листопада того ж року. В 1933-41 роках — президент Союзу німецьких морських товариств.
27 вересня 1937 року вступив в крігсмаріне і очолив групу відділу військових наук ОКМ. 31 жовтня 1938 року звільнений у відставку, проте був переданий в розпорядження крігсмаріне і залишився на посаді. З 4 по 30 вересня 1939 року пройшов курс військово-морського аташе, після чого був призначений військово-морським аташе в Гаазі. З 11 травня 1940 року — представник військових верфей в Нідерландах і Бельгії. З 1 лютого по 5 грудня 1943 року — начальник головного штабу верфей в Нідерландах. 31 січня 1944 року остаточно звільнений у відставку. В кінці війни взятий в полон союзниками. В 1946 році звільнений.

## Звання
- Кадет (7 квітня 1897)
- Морський кадет (27 квітня 1898)
- Фенріх-цур-зее (1 січня 1899)
- Лейтенант-цур-зее (23 вересня 1900)
- Оберлейтенант-цур-зее (15 березня 1902)
- Капітан-лейтенант (6 квітня 1907)
- Корветтен-капітан (22 березня 1914)
- Фрегаттен-капітан запасу (7 листопада 1919)
- Капітан-цур-зее служби комплектування (1 жовтня 1937)
- Контрадмірал запасу (31 жовтня 1938)
- Контрадмірал до розпорядження (1 лютого 1944)

## Нагороди
- Орден «Османіє» 4-го класу
- Орден Червоного орла 4-го класу з короною
  - орден (19 вересня 1912)
  - корона (13 жовтня 1913)
- Залізний хрест 2-го і 1-го класу
- Хрест «За військові заслуги» (Мекленбург-Шверін)
  - 2-го класу
  - 1-го класу (2 серпня 1918)
- Ганзейський Хрест (Гамбург)
- Хрест «За військові заслуги» (Брауншвейг) 2-го класу
- Королівський орден дому Гогенцоллернів, лицарський хрест з мечами (27 жовтня 1917)
- Медаль «За хоробрість у Світовій війні 1914—1918»
- Почесний хрест ветерана війни з мечами
- Медаль «За вислугу років у Вермахті» 4-го, 3-го і 2-го класу (18 років)
- Хрест Воєнних заслуг
  - 2-го класу з мечами (осінь 1940)
  - 1-го класу з мечами (30 січня 1942)